# Jumellea ophioplectron
Jumellea ophioplectron är en orkidéart som först beskrevs av Heinrich Gustav Reichenbach, och fick sitt nu gällande namn av Rudolf Schlechter. Jumellea ophioplectron ingår i släktet Jumellea och familjen orkidéer.
Artens utbredningsområde är Madagaskar. Inga underarter finns listade i Catalogue of Life.